# Бэнкс, Иэн
Иэн Мензис Бэнкс (англ. Iain Menzies Banks; 16 февраля 1954, Данфермлин — 9 июня 2013, Керколди) — шотландский писатель, работавший в жанре научной фантастики под именем Iain M. Banks, а также вне жанра под именем Iain Banks. В 2008 году имя писателя было внесено в список 50 лучших писателей Великобритании с 1945 года газеты The Times. Британские литературные критики и журналисты нарекли Бэнкса прозвищем Тарантино от литературы.

## Биография
Иэн Бэнкс родился в Шотландии в 1954 году. Закончил Стерлингский университет, где изучал английский язык, философию и психологию. После окончания учёбы Бэнкс переехал в Лондон, где жил до 1988 года, а затем вернулся в Шотландию. В 1992 году Бэнкс женился на девушке Энни, брак с которой продлился до 2006 года и закончился разводом в 2007 году. Развод дался писателю тяжело и ознаменовался четырёхлетним перерывом в публикации новых произведений.
В 2003 году он совершил эксцентричный поступок: порвал свой паспорт и послал обрывки Блэру в знак протеста против ввода британских войск в Ирак. Он поддерживает независимость Шотландии и поставил подпись под соответствующей Декларацией Калтон-Хилл, инициированной Шотландской социалистической партией.
В 2013 году у Бэнкса диагностирован рак желчного пузыря. 3 апреля 2013 года Бэнкс объявил о том, что смертельно болен; по его словам, болезнь находится в последней стадии, и до летального исхода остаётся не более нескольких месяцев. В связи с этим писатель объявил о том, что прекращает публичную деятельность и посвящает себя путешествиям по миру и общению с близкими. Также он объявил о планах сочетать себя узами брака со своей давней подругой. По сообщению шотландской газеты The Scotsman церемония бракосочетания Иэна Бэнкса и Адели Хартли состоялась 5 апреля в пятизвёздочном отеле «Инверлохи Касл» (Inverlochy Castle Hotel), расположенном близ деревни Гленфиннан, и пришлась на Великую пятницу..
9 июня Бэнкс скончался в возрасте 59 лет от рака желчного пузыря.

## Цикл о Культуре
Большинство научно-фантастических произведений Бэнкса входит в цикл «The Culture», названный в честь описанной в нём сверхцивилизации гуманоидных (однако не происходящих с Земли и не являющихся людьми в строгом смысле слова) существ. В этом мире искусственный разум давно превзошёл человеческий по мощности, разумные звездолёты, дроны и Разумы (англ. Minds — разумные машины с огромным уровнем интеллекта; каждая «орбиталь» имеет свой Разум) действуют бок о бок с представителями разумных рас, эволюционировавших биологическим путём.
Мир Бэнкса — почти утопия: там побеждены физические болезни, в принципе можно жить бесконечно долго, почти в любую точку Вселенной можно попасть за короткое время, совершив гиперпространственный скачок (скорость света давно перестала быть пределом); большая часть населения проживает не на планетах, а на искусственно сооружённых в космосе «орбиталищах» (англ. orbitals); практически любое желание разумного существа может быть удовлетворено. Нет органов постоянной власти — в случае необходимости такие органы создаются «на ходу» («адхократия», от латинского ad hoc) — например, как результат сотрудничества нескольких сверхразумов, в реальности представляющих собой миры-звездолёты или миры-астероиды.
Проблемы в обществе изобилия, описанном Бэнксом, тем не менее, возникают, — например, при взаимодействии с враждебными культурами («Вспомни о Флебе»), при столкновении с явлениями из «мира извне» («Эксцессия»), или при взаимодействии с менее развитыми цивилизациями («Инверсии»). Например, в романе «Последнее слово техники» описывается визит корабля Культуры на Землю, состоявшийся в 1977 году.
Научно-фантастические романы «По ту сторону тьмы», «Безатказнае арудие», «Алгебраист» и Transition в цикл «Культура» не входят.

## Экранизации
- 1996 год — Воронья дорога / The Crow Road (мини-сериал) (BBS Scotland, реж. Гэвин Миллар)
- 2000 год — Пособник / Complicity (фильм) (Carlton Films, J&M Entertainment, Talisman Films Limited, реж. Гэвин Миллар)
- 2015 год — Стоунмут / Stonemouth (мини-сериал) (BBC 2, реж. Чарльз Мартин)
- Экранизация The Culture от Amazon Prime Video. Права на экранизацию романа "Вспомни о Флебе" были приобретены в 2018 году, проект был закрыт в августе 2020 года на стадии разработки сценария[18].

## Память
Именем писателя назвали астероид номер 5099